# Petras Auštrevičius
Petras Auštrevičius (ur. 16 maja 1963 w Czarnym Borze) – litewski polityk, ekonomista, dyplomata, główny negocjator z UE okresu przedakcesyjnego, poseł na Sejm, deputowany do Parlamentu Europejskiego VIII, IX i X kadencji.

## Życiorys
W 1981 ukończył szkołę średnią w Wilnie, a w 1986 studia ekonomiczne na Uniwersytecie Wileńskim. Od 1986 do 1991 pracował jako asystent w Instytucie Ekonomii Litewskiej Akademii Nauk, od 1988 odbywając studia doktoranckie.
W 1991 został zatrudniony w Ministerstwie Spraw Zagranicznych jako starszy specjalista, następnie dyrektor departamentu. Po odbyciu w 1992 studium dyplomatycznego na Instytucie Hoovera Uniwersytetu Stanforda został powołany do oddziału nordyckiego w MSZ. W 1993 powierzono mu stanowisko chargé d'affaires ad interim w Finlandii, następnie od 1994 do 1997 pełnił funkcję ambasadora Republiki Litewskiej w tym kraju (najmłodszego ambasadora Litwy w historii).
W 1998 został doradcą premiera Gediminasa Vagnoriusa do spraw zagranicznych. W tym samym roku stanął na czele rządowego komitetu do spraw europejskich. Zajmował to stanowisko do 1999 i ponownie w latach 2000–2003. Od stycznia 2001 do grudnia 2002 był głównym negocjatorem członkostwa Litwy w Unii Europejskiej.
W 2004 wystartował w wyborach prezydenckich jako kandydat niezależny, uzyskując poparcie kilku ugrupowań prawicy i centrum. Przegrał w pierwszej turze, uzyskując jednak dobry wynik (19,3%). W drugiej turze udzielił poparcia Valdasowi Adamkusowi. W odbywających się w tym samym roku wyborach parlamentarnych został posłem z ramienia Związku Liberałów i Centrum.
Po konflikcie z Artūrasem Zuokasem jesienią 2005 wraz z grupą deputowanych opuścił frakcję LiCS. W 2006 stanął na czele nowego ugrupowania, Ruchu Liberalnego Republiki Litewskiej. Kierował tą formacją do 2008, przegrywając wewnątrzpartyjne wybory z Eligijusem Masiulisem. W wyborach parlamentarnych w tym samym roku z jej listy partyjnej po raz drugi uzyskał mandat deputowanego. W 2012 uzyskał reelekcję na kolejną kadencję. Po nowych wyborach został wybrany na jednego z wiceprzewodniczących parlamentu.
W wyborach w 2014 uzyskał mandat posła do Parlamentu Europejskiego VIII kadencji jako jeden z dwóch przedstawicieli liberałów. W kwietniu 2018 został ogłoszony kandydatem Ruchu Liberałów w wyborach prezydenckich przewidzianych na 2019, jednak nie zdołał zarejestrować swojej kandydatury. W 2019 i 2024 utrzymywał mandat europosła na kolejne kadencje.

## Odznaczenia
Został odznaczony orderem 750. rocznicy koronacji króla Mendoga (2003), Krzyżem Komandorskim Orderu Wielkiego Księcia Giedymina (2003), medalem za przystąpienie Litwy do UE i NATO (2004), fińskim Krzyżem Komandorskim I klasy Orderu Białej Róży (1998), francuskim Orderem Narodowym Zasługi (2003), gruzińskim Orderem Honoru (2013) oraz ukraińskim Orderem „Za zasługi” II klasy (2022). W 2024 otrzymał Biały Krzyż „Honor et Gloria” (nr 541).

## Życie prywatne
Żonaty z Gintarė, ma dwóch synów: Vytenisa i Vainiusa.